# Handbook of the Mammals of the World
La collection Handbook of the Mammals of the World (HMW) est une série de 9 volumes éditée par une maison d'édition espagnole de Barcelone : Lynx Edicions.  La série est dirigée par Russell Alan Mittermeier et Don E. Wilson en association avec Conservation International, la Texas A&M University et l'UICN.  
Tout comme pour Handbook of the Birds of the World aussi publié par Lynx Edicions, cette encyclopédie vise à couvrir la totalité des mammifères vivants.  La publication a débuté en 2009.

## Volumes

### Volume 1: Carnivores
Publié en mai 2009, ce volume comporte 728 pages, 36 planches en couleurs, 561 photographies en couleurs et 258 cartes de distribution  (ISBN 978-84-96553-49-1).  Les illustrations ont été réalisées par l'artiste catalan Toni Llobet.  L'introduction, au sujet de la classe des mammifères a été écrite par Don E. Wilson. Le cœur de l'ouvrage traite des 13 familles et des 245 espèces de carnivores, incluant une nouvelle espèce d'Olingo découverte en Équateur en 2006.  
Les familles étudiées dans ce volume sont les suivantes :
- Nandiniidae (civette palmiste africaine)
- Felidae (Félins)
- Linsangs
- Viverridae (Civettes, Genettes, Poianas)
- Hyaenidae (Hyènes)
- Herpestinae  (Mangoustes)
- Eupleridae
- Canidae (Chiens, loups, renards)
- Ursidae (Ours, Pandas)
- Ailuridae (Petit panda)
- Procyonidae (Ratons-laveurs, Coatis)
- Mephitidae (Mouffette)
- Mustelidae (Belettes, Putois, Hermines, Furets, Visons, Martres, Loutres, Blaireau, Carcajou)

### Volume 2: Ongulés
Les familles étudiées dans ce volume sont les suivantes :
- Orycteropodidae (Oryctérope du Cap)
- Procaviidae (Damans)
- Elephantidae (Éléphants)
- Manidae (Pangolins)
- Equidae (Chevaux, Zèbres)
- Rhinocerotidae (Rhinocéros)
- Tapiridae (Tapirs)
- Camelidae (Dromadaires, Chameaux, Vigognes, Lamas)
- Suidae (Porc domestique, Sangliers, Phacochères)
- Tayassuidae (Pécaris)
- Hippopotamidae (Hippopotames)
- Tragulidae (Chevrotains)
- Moschidae (Certs et Chevrotains porte-musc)
- Cervidae (Cerfs, Chevreuils, Élans, Rennes)
- Bovidae (Bœufs, Gazelles, Bisons, Moutons)
- Antilocapridae (l'Antilope d'Amérique)
- Giraffidae (Girafes, Okapi)

### Volume 3: Primates
Les familles étudiées dans ce volume sont les suivantes :
- Tarsiidae (Tarsiers)
- Lorisidae (Loris, Pottos)
- Galagidae (Galagos)
- Cheirogaleidae (Microcèbes, Lémuriens)
- Lemuridae (Lémurs)
- Lepilemuridae (Lépilémurs)
- Indriidae (avahis, Sifakas)
- Daubentoniidae (Aye-aye)
- Cercopithecidae (Cercopithèques, Babouins, Macaques)
- Callitrichidae (Ouistitis, Tamarins, Pinchés)
- Cebidae (Sajous Sapajous Capucin Saïmiris, Apelles)
- Aotidae (Douroucoulis)
- Pitheciidae (Titis, Ouakaris, Sakis)
- Atelidae (Singes hurleurs, Atèles)
- Hylobatidae (Gibbons)
- Pongidae (Orang-outans)
- Hominidae (Homme, Chimpanzés, Gorilles, Bonobos)

### Volume 4: Mammifères marins
Les familles étudiées dans ce volume sont les suivantes :
- Otariidae (Otaries)
- Odobenidae (Morses)
- Phocidae (Phoques)
- Balaenidae (Baleines franches)
- Neobalaenidae (Baleine pygmée)
- Eschrichtiidae (Baleine grise)
- Balaenopteridae (Rorquals)
- Physeteridae (Cachalots)
- Kogiidae (Cachalots nains)
- Ziphiidae (Baleine à bec)
- Platanistidae (Dauphin du Gange et de l'Indus)
- Iniidae (Dauphin rose de L'Amazone)
- Lipotidae (Baiji)
- Pontoporiidae (Dauphins de la Plata)
- Monodontidae (Narval et béluga)
- Delphinidae (Dauphins)
- Phocoenidae (Marsouins)
- Trichechidae (Lamantins)
- Dugongidae (Dugong)

### Volume 5: Monotrèmes et Marsupiaux
Les familles étudiées dans ce volume sont les suivantes :
- Tachyglossidae (Echidnées)

- Ornithorhynchidae (Ornithorynque)
- Didelphidae (Opossums)
- Caenolestidae (Rats marsupiaux)
- Microbiotheriidae (Monito del Monte)
- Notoryctidae (Taupes marsupiales)
- Myrmecobiidae (Numbat)
- Dasyuridae (Marsupiaux carnivores)
- Thylacomyidae (Bandicoost)
- Peramelidae (Bandicoots)
- Phascolarctidae (Koala)
- Vombatidae (Wombats)
- Burramyidae (Opossum nain)
- Phalangeridae (Couscous, phalangers)
- Pseudocheiridae (Possums)
- Petauridae (Phalanger rayées)
- Tarsipedidae (Souris à miel)
- Acrobatidae (Acrobate pygmée et Phalanger à queue plumeuse)
- Hypsiprymnodontidae (Kangourou-rat musqué)